# Бакоянни, Ники
Ники Бакоянни (греч. Νίκη Μπακογιάννη; род. 9 июня 1968, Ламия) — греческая легкоатлетка, специализировавшаяся на прыжках в высоту. Вице-чемпионка Олимпийских игр и чемпионата Европы в помещении 1996 года, многократная победительница Балканских игр и призёр Средиземноморских игр, рекордсменка и многократная чемпионка Греции. Дважды признавалась лучшей легкоатлеткой Греции, офицер золотого креста ордена Феникса.

## Биография
Родилась в 1968 году в Греции. Начала легкоатлетическую карьеру в спортивном клубе «Афанасиос Диакос», позже перешла в «АСЕ Дука» и, наконец, в «Олимпиакос», переехав в Афины в одиночку в возрасте 16—17 лет и долгое время проживая в молодёжных общежитиях. В международных соревнованиях участвует с 15 лет. В 1985 году приняла участие в юниорском чемпионате Европы (до 20 лет) в Котбусе, показав результат 1,85 м, а на следующий год в проходившем в Афинах чемпионате мира в этой же возрастной категории, заняв там 5-е место с результатом 1,83 м.
В 1987 году стала третьей на Средиземноморских играх, повторила этот результат в 1991 году. В 1989, 1992 и 1994 годах побеждала в Балканских играх по лёгкой атлетике. В 1992 году впервые в карьере приняла участие в Олимпийских играх, но с результатом 1,88 м в финал не прошла.
В феврале 1996 года на чемпионате Греции в помещении установила национальный рекорд в прыжках в высоту в залах — 1,96 м. В следующем месяце в Стокгольме с этим же результатом завоевала серебряную медаль на чемпионате Европы в помещении. На чемпионате Греции на открытых стадионах в июне прыгнула на сантиметр выше, также установив рекордом Греции. На соревнованиях в Каламате преодолела высоту 1,98 м в четвёртой, неофициальной попытке. На Олимпийских играх в Атланте вошла в число 14 участниц финала, взяв в первый день высоту 1,93 м. В день финала трижды улучшала национальный рекорд в прыжке в высоту:
- 1,99 м (со второй попытки, в числе пяти участниц);
- 2,01 м (со второй попытки, в числе трёх участниц);
- 2,03 м (с третьей попытки, серебряная медаль после Стефки Костадиновой).

При собственном росте 170 см Бакоянни попала в Книгу рекордов Гиннесса как прыгунья-женщина с лучшей в мире разницей роста и высоты прыжка. Национальный рекорд, установленный Бакоянни в Атланте, оставался непобитым более двух десятилетий. Сама она также больше не приближалась к результатам 1996 года, лишь в 1999 году преодолев планку на высоте 1,95 м, а в 1997 году став серебряным призёром Средиземноморских игр. Продолжала выступать до 2004 года, в том числе проведя 19 лет в составе сборных Греции. Завоёвывала звание чемпионки Греции в общей сложности 12 раз на открытых стадионах и 10 раз в помещении. Признавалась лучшей легкоатлеткой Греции дважды — в 1989 и 1996 годах. Награждена Золотым крестом ордена Феникса.
Завершила легкоатлетическую карьеру после тяжёлой травмы в 2004 году. По завершении выступлений работала учителем физкультуры, занималась тренерской работой, работая с детьми младших возрастов. В 2016 году приняла участие в последнем отрезке греческого этапа эстафеты олимпийского огня, проходившем на Олимпийском стадионе Афин.
Проходила военную службу в ВВС Греции, имеет офицерское звание. В 2001 и 2003 годах родила двух сыновей.